# Kirkkotie (Vantaa)
Kirkkotie (en finnois : rue de l'église), est une rue de Vantaa en Finlande,.

## Présentation
La rue Kirkkotie est orientée sud-nord, elle commence à la frontière d'Espoo et de Vantaa au quartier de Linnainen et se termine à l'église Saint-Laurent de Vantaa du quartier de la Paroisse rurale d'Helsinki.
La rue Kirkkotie longe la kantatie 45

## Bâtiments
- Église Saint-Laurent de Vantaa
- Musée d'histoire locale de Vantaa

## Galerie

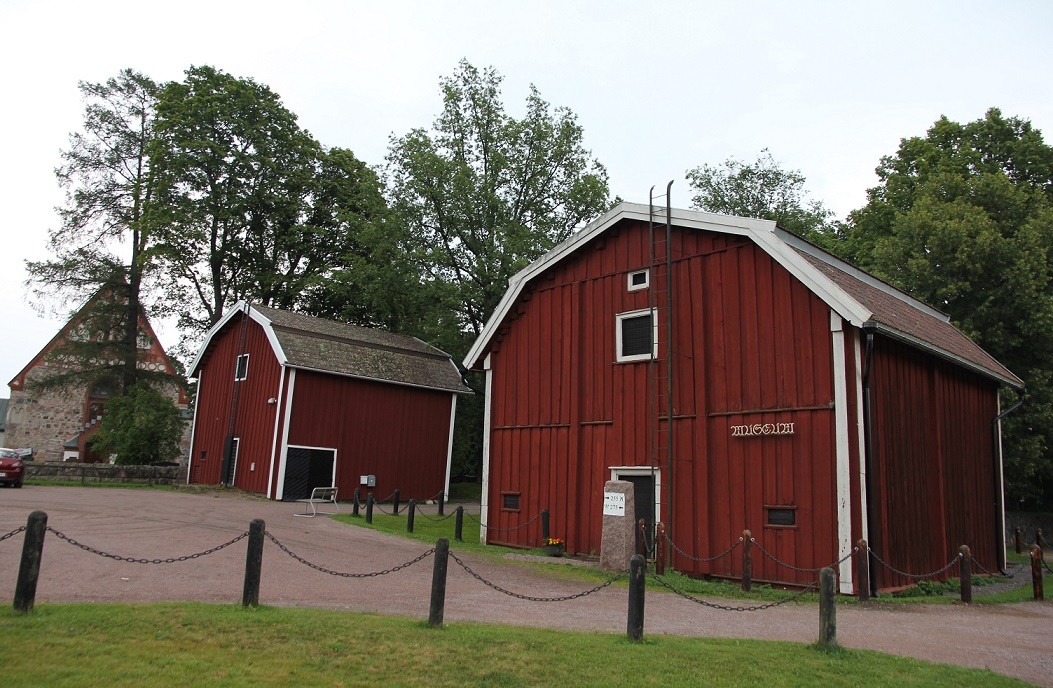
Kirkkotie 45.
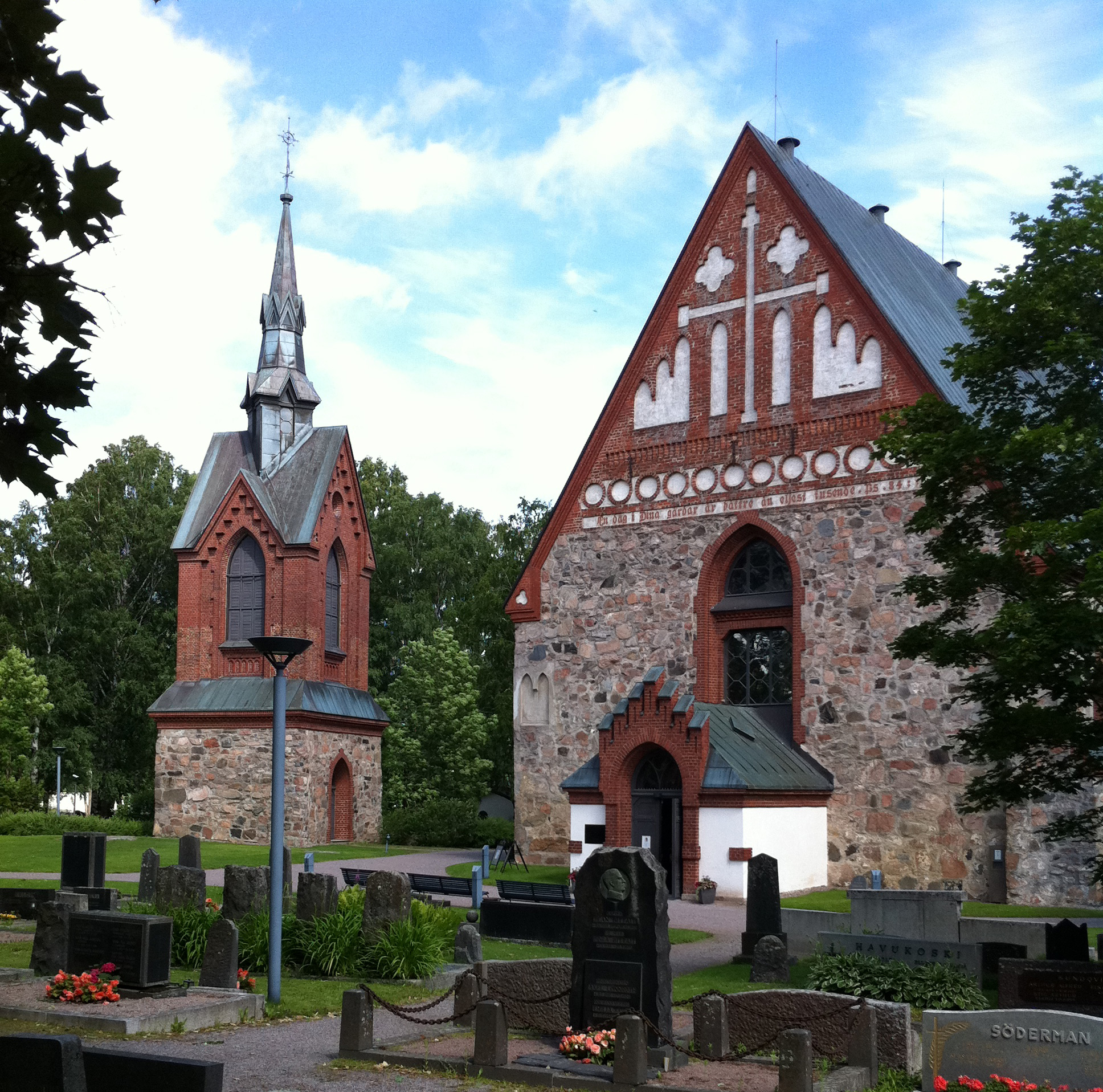
Église Saint-Laurent de Vantaa
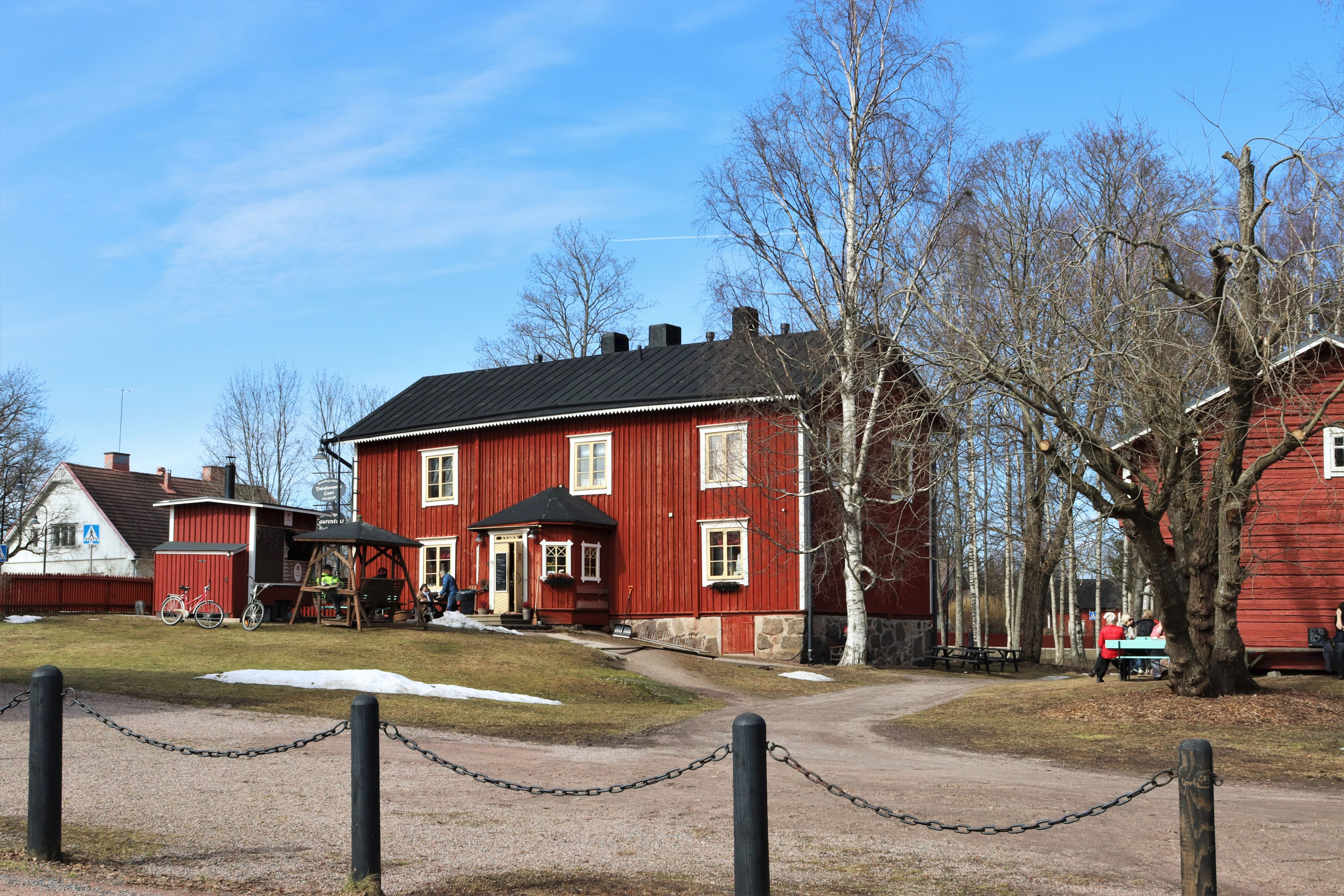
Kirkkotie 47.